# 8538 Gammelmaja
A 8538 Gammelmaja (ideiglenes jelöléssel 1993 FR26) a Naprendszer kisbolygóövében található aszteroida. Claes-Ingvar Lagerkvist fedezte fel 1993. március 21-én.